# Mesoceros
Mesoceros là một chi rêu trong họ Anthocerotaceae.